# Racopilum orthocarpioides
Racopilum orthocarpioides är en bladmossart som beskrevs av Brotherus 1890. Racopilum orthocarpioides ingår i släktet Racopilum och familjen Racopilaceae. Inga underarter finns listade i Catalogue of Life.